# Олимпийски стадион (Киев)
Олимпийският стадион в Киев е най-големият стадион в Украйна.
На него домакинските си мачове играе „Динамо“, Киев. През 1960-те години се е казвал Републикански стадион и е бил с капацитет 100 000 зрители. През 1996 г. получава сегашното си име Олимпийски.
От 2008 до 2011 г. е в реконструкция, за да бъде използван за Евро 2012. Капацитетът е сведен до 70 050 зрители, а игрището от 104 на 72 метра става 105 на 68 метра. На 8 октомври 2011 г. стадионът е открит от Виктор Янукович. Олимпийският стадион получава и категория „4 звезди“ от УЕФА.

## Евро 2012
Олимпийският стадион прие пет мача от Евро 2012, включително финала.
| Nr | Фаза         | Дата CEST         | Отбор 1 | Резултат    | Отбор 2 | Голмайстори                                                                   | Зрители |
| -- | ------------ | ----------------- | ------- | ----------- | ------- | ----------------------------------------------------------------------------- | ------- |
| 1  | Група D      | 11 юни 2012 20:45 | Украйна | 2:1         | Швеция  | Андрий Шевченко (2x), Златан Ибрахимович                                      | 64 290  |
| 2  | Група D      | 15 юни 2012 20:45 | Швеция  | 2:3         | Англия  | Анди Керъл, Тио Уолкът, Дани Уелбек - Глен Джонсън (автогол) Олоф Мелберг     | 64 640  |
| 3  | Група D      | 19 юни 2012 20:45 | Швеция  | 2:0         | Франция | Златан Ибрахимович, Себастиан Ларсон                                          | 63 010  |
| 4  | Четвъртфинал | 24 юни 2012 20:45 | Англия  | 0 (2):0 (4) | Италия  | Джерард , Руни , Йънг , Коул / Балотели, Монтоливо, Пирло, Ночерино, Диаманти | 64 340  |
| 5  | Финал        | 1 юли 2012 20:45  | Испания | 4:0 (2:0)   | Италия  | Давид Силва (14), Жорди Алба (41), Фернандо Торес (84), Хуан Мата (88).       | 63 170  |